# Vologdai terület
A Vologdai terület (oroszul Вологодская область)  az Oroszországi Föderáció tagja. Székhelye Vologda. Határos az Arhangelszki területtel, a Kirovi területtel, a Kosztromai területtel, a Jaroszlavli területtel, a Tveri területtel, a Novgorodi területtel, a Leningrádi területtel és Karéliával. 2010-ben népessége 1 202 444 fő volt.

## Népesség
A lakosság döntő többsége orosz nemzetiségű.
Nemzetiségi összetétel:
|          | 1959-es népszámlálás | 1989-es népszámlálás | 2002-es népszámlálás | 2010-es népszámlálás |
| -------- | -------------------- | -------------------- | -------------------- | -------------------- |
| oroszok  | 1 280 408 (97,93%)   | 1 301 516 (96,48%)   | 1 225 957 (96,56%)   | 1 112 658 (92,53%)   |
| ukránok  | 9 957 (0,76%)        | 19 134 (1,42%)       | 12 297 (0,97%)       | 8 602 (0,72%)        |
| összesen | 1 307 531            | 1 349 022            | 1 269 568            | 1 202 444            |

## Politika, közigazgatás
A Volgográdi terület élén a kormányzó áll. Kormányzó:
- 2011. december 28-tól megbízott kormányzó: Oleg Alekszandrovics Kuvsinnyikov
- Oleg Alekszandrovics Kuvsinnyikov: a 2014. szeptemberi választáson kormányzóvá választották.
- A 2019. szeptember 8-i választáson ismét kormányzóvá választották.[2]

### Városok
- Vologda, a terület fővárosa,
- Cserepovec

### Járások
A Vologdai terület valamennyi közigazgatási járásában működik járási önkormányzat, de az önkormányzati járások határai egyes esetekben kis mértékben eltérnek a megfelelő közigazgatási járások határaitól. Ezeket a járásokat az alábbi táblázatban csillag jelöli.
A közigazgatási járások neve, székhelye és 2010. évi népessége az alábbi:
| Magyar név                    | Orosz név                   | Székhely              | Lélekszám |
| ----------------------------- | --------------------------- | --------------------- | --------- |
| Babajevói járás               | Бабаевский район            | Babajevo              | 21 944    |
| Babuskin járás (*)            | Бабушкинский район          | imenyi Babuskina      | 12 779    |
| Belozerszki járás             | Белозерский район           | Belozerszk            | 17 271    |
| Csagodai járás                | Чагодощенский район         | Csagoda               | 13 865    |
| Cserepoveci járás             | Череповецкий район          | Cserepovec            | 41 025    |
| Folyóközi járás               | Междуреченский район        | Sujszkoje             | 6 112     |
| Grjazoveci járás (*)          | Грязовецкий район           | Grjazovec             | 36 820    |
| Harovszki járás (*)           | Харовский район             | Harovszk              | 16 622    |
| Kaduji járás                  | Кадуйский район             | Kaduj                 | 17 109    |
| Kicsmengszkij Gorodok-i járás | Кичменгско-Городецкий район | Kicsmengszkij Gorodok | 18 485    |
| Kirillovi járás               | Кирилловский район          | Kirillov              | 15 877    |
| Nyikolszki járás              | Никольский район            | Nyikolszk             | 22 414    |
| Nyukszenyicai járás           | Нюксенский район            | Nyukszenyica          | 9 777     |
| Seksznai járás                | Шекснинский район           | Sekszna               | 33 375    |
| Szjamzsai járás (*)           | Сямженский район            | Szjamzsa              | 8 745     |
| Szokoli járás                 | Сокольский район            | Szokol                | 12 947    |
| Tarnogszkiji járás            | Тарногский район            | Tarnogszkij Gorodok   | 12 838    |
| Totymai járás (*)             | Тотемский район             | Totyma                | 23 315    |
| Usztyje-kubinai járás         | Усть-Кубинский район        | Usztyje               | 8 094     |
| Usztyuzsnai járás             | Устюженский район           | Usztyuzsna            | 18 738    |
| Vaski járás                   | Вашкинский район            | Lipin Bor             | 8 089     |
| Velikij Usztyug-i járás       | Великоустюгский район       | Velikij Usztyug       | 18 087    |
| Verhovazsjei járás            | Верховажский район          | Verhovazsje           | 13 898    |
| Vityegrai járás               | Вытегорский район           | Vityegra              | 27 139    |
| Vologdai járás                | Вологодский район           | Vologda               | 50 438    |
| Vozsegai járás                | Вожегодский район           | Vozsega               | 16 790    |